# Carlos Augusto de Sajonia-Weimar-Eisenach (1912-1988)
Carlos Augusto de Sajonia-Weimar-Eisenach (28 de julio de 1912 - 14 de octubre de 1988) fue un príncipe alemán y jefe de la casa del Gran Ducado de Sajonia-Weimar-Eisenach.
Nació en el palacio Wilhelmsthal, siendo el segundo hijo pero primer varón y por lo tanto heredero del gran duque Guillermo Ernesto de Sajonia-Weimar-Eisenach y su segunda esposa, la princesa Feodora de Sajonia-Meiningen. El reinado de su padre llegó a su fin el 9 de noviembre de 1918 como resultado de la revolución de noviembre que proclamó la república en Alemania. Cuando su padre murió, el 24 de abril de 1923, Carlos Augusto le sucedió como jefe de la Casa de Sajonia-Weimar-Eisenach. Hasta 1922 Carlos Augusto fue tercero en la línea de sucesión al trono del Reino de los Países Bajos.
Carlos Augusto murió en Schienen y fue sucedido como Jefe de la Casa por su hijo Miguel.

## Matrimonio y descendencia
Se casó con la baronesa Isabel de Wangenheim-Winterstein en Eisenach el 4 de octubre de 1910. Del matrimonio nacieron tres hijos:
- Isabel Sofía, princesa de Sajonia-Weimar-Eisenach (22 de julio de 1945-15 de marzo de 2010). Casada con Mindert Diderik de Kant.[1]
- Miguel Benedicto, príncipe heredero de Sajonia-Weimar-Eisenach (n. 15 de noviembre de 1946). Casó en primeras nupcias con Renate Henkel, sin descendencia. Posteriormente se casó con Dagmar Hennings, con quien tuvo a la princesa Leonie de Sajonia-Weimar-Eisenach.
- Beatriz María, princesa de Sajonia-Weimar-Eisenach (n. 11 de marzo de 1948). Casada desde 1977 con Martin Charles Davidson[2]